# 井上祐助
井上 祐助（いのうえ ゆうすけ、1932年5月10日 - 2023年2月24日）は、日本の武道家、大東流合気柔術幸道会幸道会総本部長、相談役、最高顧問、免許皆伝師範。

## 略歴
昭和7年（1932）5月10日、北海道遠軽町に生まれる。
昭和15年（1940）に8歳の時に大東流の武田惣角本人に会う。
昭和21年（1946）に14歳より武田惣角の弟子であった父・祐治から大東流合気柔術を学ぶ。
昭和38年（1963）4月10日、幸道会へ入門、堀川幸道の厳しい指導を受ける。
昭和51年（1976）に七段となって幸道より『大東流合氣柔術秘奥儀之事』巻物を授かる。
昭和52年（1977）に幸道会師範に列せられる。
昭和55年（1980）11月15日、幸道の死にともない師の遺言により幸道の後継者として幸道会を託された。中村英士事務局長により師範、支部長が招集され『大東流合氣柔術秘傳奥儀之事』免許皆伝が授与された。幸道会総本部長、相談役、最高顧問を歴任。
平成4年（1992）に大東流合気柔術中興の祖武田惣角源正義先生五十年祭及び記念演武大会に幸道会を代表して演武する。
令和5年（2023）2月24日北海道北見市逝去。享年91歳。
井上祐助の主な弟子に三代目の新保建雄、野本禎らがいる。。